# Guncati (gmina miejska Barajevo)
Guncati (cyr. Гунцати) – wieś w Serbii, w mieście Belgrad, w gminie miejskiej Barajevo. W 2011 roku liczyła 2752 mieszkańców.